# Samai
Le Samā'ī (« écoute ») (arabe : سماعي; turc : saz semai) est une forme de composition musicale d'origine turque qui s'est répandue dans les régions sous influence ottomane.
Le Samai a pris la place du Bashraf en ouverture des suites musicales : les waslat au machreq et noubat au maghreb.

## Forme et mode
Le Samai est formé par quatre sections appelées khanat (singulier : khana) suivis chacune par une section appelée taslim (littéralement, « salut ») sauf pour la 4e qui peut ne pas être suivie par le taslim.
Forme : première kahana-Taslim-2ème kahana-Taslim-3ème kahana-Taslim-4ème kahana [-Taslim] ou ABCBDBE[B] (rappelle le rondo dans la musique classique)
La première khana et le taslim sont écrits dans le maqâm de la pièce tandis que les autres khanat modulent dans les branches du maqâm. Souvent la troisième khana reprend le thème mélodique de la 1re khana transposé dans le genre le plus haut du maqâm.

## Rythme
Les trois premières khanat ont une structure rythmique (iqa'  إيقاع) appelée Samai Thaqil (سماعي ثقيل) qui est en 10/8 et comporte 4 à 6 mesures.

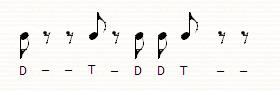
Structure rythmique du Samai Thaqil

La quatrième khana a une structure rythmique de 3/4, 3/8 ou 6/8 et comporte 6 à 24 mesures.
Le dernier taslim, après la 4e khana, est joué dans un tempo plus rapide et Rallentando vers la fin.